# Барагхан
Барагха́н (бур. Бархан) — село в Курумканском районе Бурятии. Административный центр сельского поселения «Барагхан».

## География
Расположен на правобережье Баргузина (в 1 км западнее протоки Мургун), в 23,5 км к юго-западу от районного центра, села Курумкан, на региональной автодороге Р438 «Баргузинский тракт». Через улус протекает ручей Верхний Саранхур, у южной окраины — ручей Нижний Саранхур (правые притоки Баргузина). В 1 км к востоку от улуса лежит озеро Саранхур. К юго-западу от села в отрогах Баргузинского хребта находится гора Бархан-Уула, которая и дала название селу.

## Население
| 2002 | 2010  |
| ---- | ----- |
| 1144 | ↘1098 |

## Инфраструктура
Средняя общеобразовательная школа, детский сад, Дом культуры, фельдшерско-акушерский пункт

## Известные люди
- Бубеев, Радна Сагалаевич (1905—1994) — председатель колхоза имени Карла Маркса в Баянгол Баргузинского аймака Бурят-Монгольской АССР (1936—1940, 1945—1959 гг), Герой Социалистического Труда[3].
- Буруев, Владимир Яковлевич (1936—1999) — бурятский советский и российский оперный певец (баритон), народный артист РСФСР (1986).
- Раднаев, Саян Владимирович (настоящее имя Николай Ян-Вен-Тун; 1934—2013) — советский и российский бурятский оперный певец, народный артист РСФСР (1985), солист Бурятского театра оперы и балета им. Г. Ц. Цыдынжапова.